# Buccinulum mariae
Buccinulum mariae är en snäckart som beskrevs av Powell 1940. Buccinulum mariae ingår i släktet Buccinulum och familjen valthornssnäckor. Inga underarter finns listade i Catalogue of Life.